# Deponie

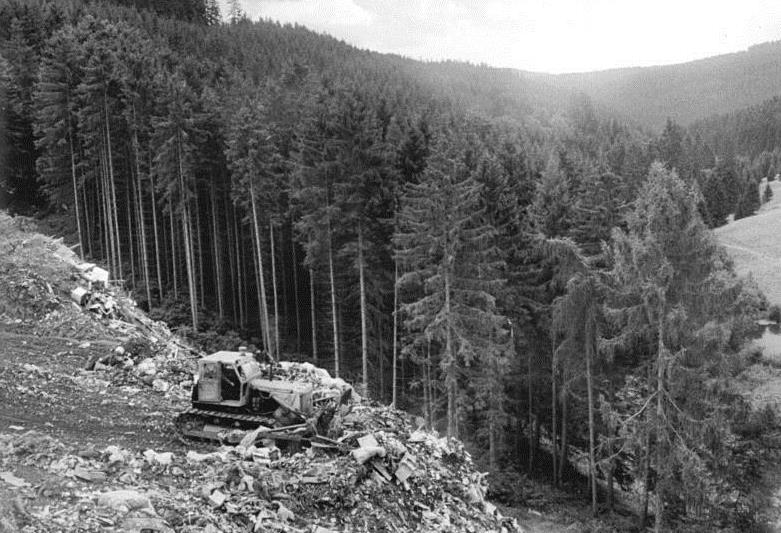
Deponie in der DDR im Thüringer Wald bei Katzhütte (August 1990)

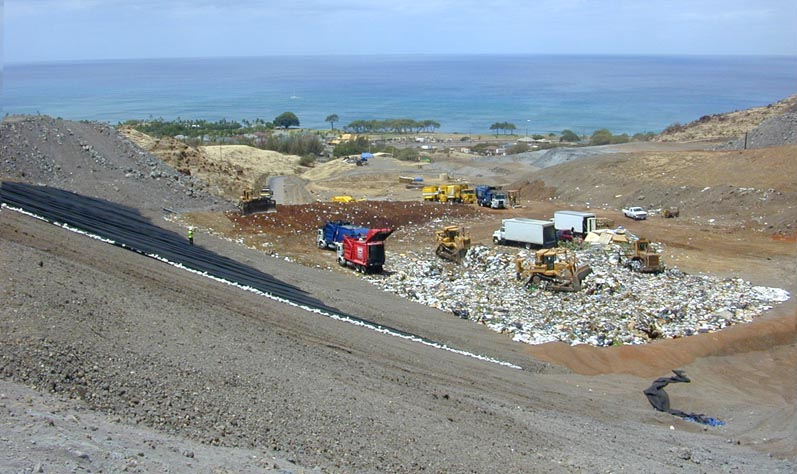
Aufbau einer Deponie auf Hawaii

Auf einer Deponie werden Abfälle langfristig abgelagert und bis auf wenige Ausnahmen endgelagert. Eine Deponie ist eine bauliche und technische Anlage, mit der erreicht werden soll, dass die Ablagerung von Abfällen die Umwelt möglichst wenig schädigt. Sie wird auch als Beseitigungsanlage oder Entsorgungsanlage bezeichnet. Außer der Ablagerung auf Deponien kommt Müllverwertung, Müllverbrennung und Verklappung zum Einsatz.

## Situation in verschiedenen Ländern

### Deutschland
Die Anzahl der betriebenen Mülldeponien in Deutschland hat in den letzten Jahren abgenommen. Im Jahr 2005 gab es 1948 Deponien. Im Jahr 2018 waren es nur noch 1050. Gleichzeitig ist das Abfallaufkommen von 386 Millionen Tonnen im Jahr 2011 auf 411 Millionen Tonnen im Jahr 2016 gestiegen. Bauabfälle machen mehr als die Hälfte des Abfalls aus. Eine Umfrage von Müllparadies Deutschland vom Dezember 2021 bis Juni 2022 ergab, dass es mindestens 341 illegale Müllhalden in Deutschland gibt. Eine Altdeponie ist in Deutschland nicht eine Deponie, von der Gefahren ausgehen, sondern lediglich „Eine Deponie, die sich am 16. Juli 2009 in der Ablagerungs-, Stilllegungs- oder Nachsorgephase befindet“.
Im Jahr 2018 verteilte sich der Anteil der Deponien wie folgt auf die Deponieklassen:
- Deponieklasse 0: etwa 72 Prozent
- Deponieklasse 1: etwa 14 Prozent
- Deponieklasse 2: etwa 11 Prozent
- Deponieklasse 3 und 4: etwa 3 Prozent

### Österreich
In Österreich werden Deponien, die für die Gesundheit oder Umwelt gefährlich sind, auch als Altablagerung bezeichnet. Anfang 2022 waren dem Umweltbundesamt 331 Altlasten bekannt, von denen 185 saniert oder gesichert sind und bei weiteren 50 Altlasten sind Sanierungsmaßnahmen in Durchführung. Nach eigenen Angaben gibt es Fortschritte bei der Altlastensanierung.

## Deponieverbote

Deponieverbote in Europa

In einigen Ländern Europas gibt es Deponierungsverbote für bestimmte Abfallarten, wie z. B. Hausmüll, d. h. der nicht-recyclebare Müll muss (vor-)behandelt, meist verbrannt werden.

## Klassifizierung der Deponien

### Deutschland

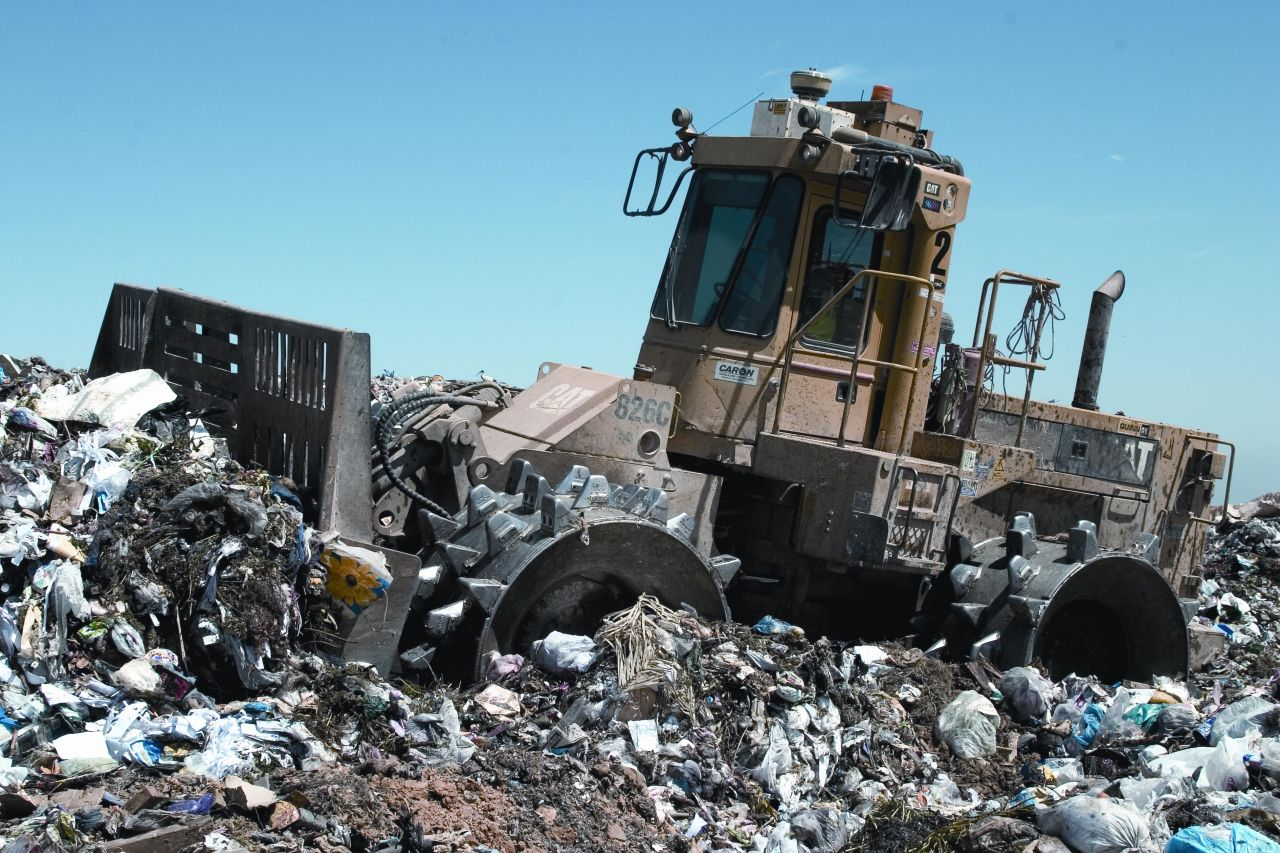
Verdichtung mit einem Kompaktor

In Deutschland müssen alle Abfälle und Abfallgemische mit einem organischen Anteil von über fünf Prozent nach den Regelungen der Deponieverordnung (DepV) vor der Ablagerung behandelt werden. Die Zuordnung der Abfälle zu unterschiedlich ausgestatteten Deponietypen erfolgt nach der Deponieverordnung und damit nach dem Abfallrecht. Für die Errichtung von Bauschutt- und Bodendeponien (Inertabfalldeponien) (Deponieklasse DK 0) ist eine abfallrechtliche Genehmigung erforderlich. Zur Einrichtung von Untertagedeponien (DK 4) ist eine bergrechtliche Zulassung erforderlich. Für alle anderen Deponien ist ein Planfeststellungsverfahren nach Abfallrecht ausreichend und notwendig.
Hausmülldeponien dürfen seit Mitte 2005 nur noch vorbehandelte Abfälle aufnehmen, bei denen organische Bestandteile nahezu völlig entfernt sind. Deponien der Klasse 1, 2 und 3 sind ausschließlich mineralischen Abfällen vorbehalten. Diese Deponien verfügen über eine mineralische Basisabdichtung und ein Sickerwasser-Drainagesystem. Deponien der Klasse 2 und 3 haben eine mineralische Dichtung und eine Kunststoffdichtungsbahn (PE-Folie) an der Basis; auch hier ist ein Sickerwasser-Drainagesystem installiert, um durchsickernde Flüssigkeiten zu erfassen und abzuleiten. Den Aufbau der DK-2 und DK-3-Deponie nennt man auch Kombinationsdichtung.
In Deutschland müssen Deponien gemäß der Deponieverordnung vom 27. April 2009 errichtet, betrieben und überwacht werden. Sie trat am 16. Juli 2009 in Kraft. In ihr werden Deponieklassen (DK) definiert, aus denen unterschiedliche Anforderungen an den Betrieb und insbesondere an die Stilllegung und Nachsorge folgen. Entscheidend für die Bestimmung der Deponieklasse ist der Aufbau der Deponie. Die Abfälle werden analysiert und je nach Belastung auf der jeweiligen Deponieklasse abgelagert.
Deponieklassenübersicht
Die Deponieverordnung sieht für die oberirdische Ablagerung (je nach Gefährlichkeit der abzulagernden Abfälle) fünf Deponieklassen vor.
- Deponie für Inertabfälle DK 0 (gering belastete mineralische Abfälle)
- Deponie für nicht gefährliche Abfälle DK 1 (mit sehr geringem organischem Anteil)
- Deponie für nicht gefährliche Abfälle DK 2 (mit geringem organischem Anteil)
- Deponie für gefährliche Abfälle DK 3
- Untertagedeponie DK 4

Deponieklasse 0 – Oberirdische Deponie für Inertabfälle
Deponien für Inertabfälle, z. B. unbelasteten Bauschutt und unbelasteten Boden. Deponien der Deponieklasse 0 müssen eine geologische Barriere von mindestens einem Meter Dicke sowie eine mineralische Entwässerungsschicht von 0,3 Metern Dicke haben. Oberirdische Deponie für Inertabfälle, die die Zuordnungswerte der Deponieklasse 0 nach Anhang 3 der Deponieverordnung einhalten. Die DK 0 wird für solche Abfälle eingeführt, die nach § 3 Abs. 6 Kreislaufwirtschaftsgesetz als inert eingestuft werden. In der Regel ist für die Zulassung ein Plangenehmigungsverfahren erforderlich und die Vorlage einer Emissionserklärung bleibt entbehrlich.
Deponieklassen 1 und 2
Dies sind Deponien für „nicht gefährliche Abfälle“, dazu gehören behandelter (verbrannter oder gerotteter) Haus- und Gewerbemüll, Industrieabfälle sowie Einlagerungsstoffe ohne besonderen Überwachungsbedarf.
- Oberirdische Deponie für nicht gefährliche Abfälle (DK 1): (Oberirdische) Deponie für Abfälle, die einen sehr geringen organischen Anteil enthalten und bei denen eine sehr geringe Schadstofffreisetzung im Auslaugversuch stattfindet.
- Hausmülldeponien (heute Deponieklasse DK 2): Historisch gesehen waren die ersten Deponien wilde Müllhaufen, ehemalige Sandgruben, Steinbrüche oder hierfür ausgehobene Erdlöcher. Aufgrund der hauptsächlich ursprünglich organischen Belastung in früheren Jahrhunderten war dies unproblematisch. Mit der Industrialisierung setzten massive Verunreinigungsprobleme ein, sodass Deponien seit dem Jahr 1950 immerhin gegen Grundwasser und später auch gegen Regenwasser abgedichtet wurden, im Weiteren folgten seitlich Dichtungen. In den 1970er Jahren galten Deponien als biologische Behandlungsanlagen. Aufgrund der langen Reaktionszeiten bis zum Abklingen der organischen Prozesse und der beträchtlichen Volumina bei diesen Deponien setzte in den 1980er Jahren ein Umdenken ein. Schließlich wurden in den 1990er Jahren Vorgaben und Regelungen entwickelt, die zu einer Verringerung der Ablagerung ausgasender Stoffe führen sollen. Seit 2005 dürfen nur noch Abfälle mit einem organischen Gewichtsanteil von höchstens fünf Prozent abgelagert werden.

Die Deponieklasse 2 verträgt höhere Schadstoffbelastungen als die Deponieklasse 1. Deponien der Deponieklasse 1 müssen über eine Abdichtungskomponente aus mineralischen Bestandteilen mit einer Mindestdicke von 50 Zentimeter verfügen, Deponien der Deponieklasse 2 über eine weitere Abdichtungskomponente mit ebensolcher Dicke. Die mineralische Entwässerungsschicht muss mindestens 0,5 Meter dick sein.

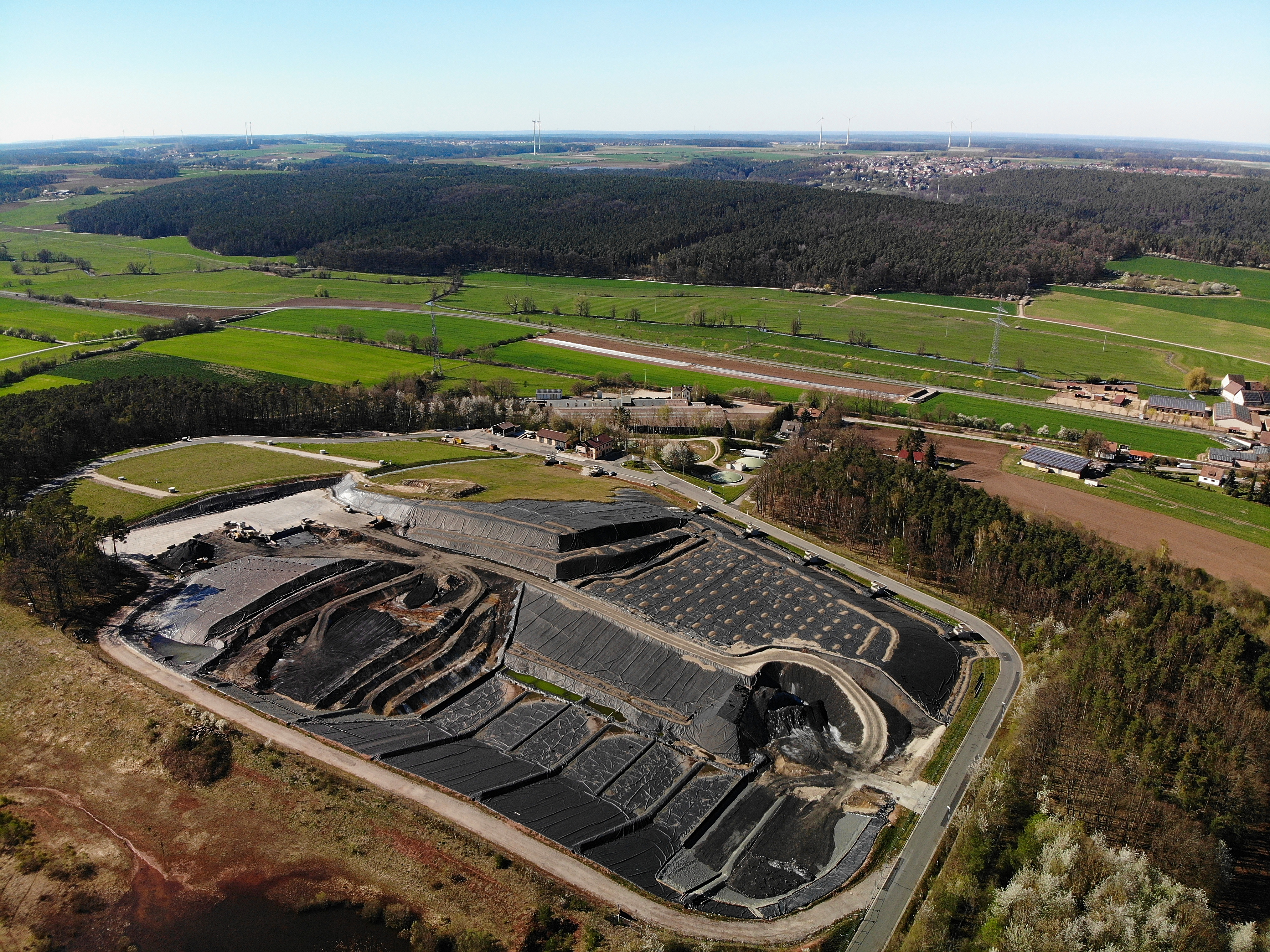
Luftaufnahme der Sondermülldeponie für Abfälle der Klasse 3 im bayerischen Raindorf bei Fürth (2020)

Deponieklasse 3 – Oberirdische Deponie für „gefährliche“ Abfälle
Es sind oberirdische Deponien für Abfälle, die einen höheren Anteil an Schadstoffen enthalten als die, die auf einer Deponie der Klasse 2 abgelagert werden dürfen, und bei denen auch die Schadstofffreisetzung im Auslaugversuch größer ist als bei der Deponieklasse 2 und zum Ausgleich die Anforderungen an die Deponieerrichtung und an den Deponiebetrieb höher sind. Hierzu gehören Deponien für Sonderabfälle mit besonderem Überwachungsbedarf. Die geologische Barriere muss mindestens fünf Meter dick sein. Zusätzlich ist ein Dichtungskontrollsystem vorgeschrieben. Damit kann die Dichtheit der Oberflächenabdichtung während der Nachsorge regelmäßig kontrolliert werden, so dass Leckagen rechtzeitig erkannt und beseitigt werden können.
Deponieklasse 4 – Untertagedeponie
Dies sind Deponien für gefährliche Abfälle (Untertagedeponie), in der die Abfälle
- in einem Bergwerk mit einem eigenständigen Ablagerungsbereich, der getrennt von einer Mineralgewinnung angelegt oder vorgesehen ist, oder
- in einer Kaverne vollständig im Gestein eingeschlossen abgelagert werden.

### Österreich
Der österreichische Gesetzgeber unterscheidet mehrere Arten von Deponien (Deponieklassen).
- Bodenaushubdeponie
- Inertabfalldeponie
- Deponien für nicht gefährlichen Abfall
  - Baurestmassendeponie
  - Reststoffdeponie
  - Massenabfalldeponie
- Deponien für gefährlichen Abfall (Untertagedeponie)

Seit dem 1. Januar 2004 dürfen in Österreich keine unbehandelten Restabfälle mehr deponiert werden. Es gab Ausnahmegenehmigungen bis zum 31. Dezember 2008 mit Übergangsfristen bis 30. Juni 2009, da noch nicht in allen Regionen Verwertungsanlagen in Betrieb genommen worden waren.

### Schweiz
In der Schweiz ist am 1. Januar 2016 die neue Abfallverordnung (Verordnung über die Vermeidung und die Entsorgung von Abfällen, VVEA) in Kraft getreten. Die Totalrevision der Technischen Verordnung über Abfälle (TVA) war notwendig, um den Veränderungen der vergangenen Jahrzehnte gerecht zu werden und die neuen Herausforderungen in der Schweizer Abfallwirtschaft zu meistern. Die VVEA räumt der Vermeidung, Verminderung und gezielten Verwertung von Abfällen einen höheren Stellenwert ein.
Neu gibt es nach der VVEA fünf Deponietypen (Kompartimente):
- Deponie Typ A (ehem. Inertstoffdeponie, TVA): sauberer Aushub- und Ausbruchmaterial; Kieswaschschlamm; abgetragener Ober- und Unterboden (gemäß VBBo[13]); Geschiebe aus Geschiebesammlern
- Deponie Typ B (ehem. Inertstoffdeponie, TVA): Flachglas und Verpackungsglas; Keramikerzeugnissen; Elektroofenschlacke; Ausbauasphalt mit einem Gehalt bis zu 250 mg PAK pro kg; mineralische Abfälle mit gebundenen Asbestfasern
- Deponie Typ C (ehem. Reststoffdeponie, TVA): Rauchgasreinigungsrückstände; Rückstände aus der Behandlung von Abwasser; Ofenauskleidungen; andere metallhaltige, anorganische und schwerlösliche Abfälle, sofern die Metalle vorgängig zurückgewonnen wurden
- Deponie Typ D (ehem. Reaktordeponie, TVA): Filterasche; Bildschirmglas; Schlacke mit einem Gehalt von höchstens 20 000 mg TOC pro kg; nicht brennbares, mineralisches Kugelfangmaterial
- Deponie Typ E (ehem. Reaktordeponie, TVA): Rückstände aus der Behandlung von Sandfangmaterial aus der Kanalisationsreinigung; Abfälle, die bei Hochwasser- oder Brandereignissen anfallen; nicht brennbarer Feinanteil von Rückständen aus der trocken-mechanischen Behandlung von Bauabfällen; nicht brennbare Bauabfälle aus Verbundstoffen; asbesthaltige Abfälle

Die jeweiligen (baulichen) Anforderungen und Grenzwerte werden in Anhang 5 der VVEA zusammengefasst.
Seit dem 1. Januar 2000 dürfen keine unbehandelten Restabfälle mehr deponiert werden (es gab Übergangsfristen). Die Altlasten der Vielzahl ehemaliger Deponiestandorte verursachen heute Kosten im Milliardenbereich. Auf Grundlage der VASA (Verordnung über die Abgabe zur Sanierung von Altlasten) wird eine Deponiesteuer erhoben. Die Einnahmen dieser Lenkungsabgabe werden zweckgebunden für die Untersuchung von belasteten Standorten und Sanierung von Altlasten eingesetzt. Die Höhe der Abgabe variiert je nach Deponietyp.
Im Kanton Zürich werden rund 90 Prozent des Bauschutts in den Baustoffkreislauf zurückgeführt. Ansonsten findet das Baustoffrecycling in der Schweiz derzeit kaum statt.

### EU-Recht zu Sondermüll
Die Entsorgung von deponietauglichem Sondermüll (gefährliche Abfälle) findet auf Sondermülldeponien statt. Besonders gefährliche Stoffe werden unter Tage deponiert. Innerhalb der Europäischen Union (EU) gilt die Richtlinie EU/1999/31, die in nationales Recht überführt wurde. In der Schweiz gibt es ein ähnliches Vorgehen.

## Aufbau einer Deponie (nach der DepV)
Eine Deponie besteht aus folgenden Elementen
- Umzäunung, die eine illegale Müllentsorgung verhindert
- Waage, zum Abwiegen der angelieferten Abfälle
- Büro, in dem die Abfalldokumente überprüft werden und das Register geführt wird
- Labor, diese Einrichtung dient gegebenenfalls dazu, meteorologische und Emissionsdaten zur Überwachung von Sickerwasser und Deponiegas zu erheben, hier werden nötigenfalls Schnelltests der angelieferten Abfälle durchgeführt

Aufbau der Basisabdichtung
- Eine natürliche geologische Barriere gegen den Untergrund zum Schutz des Grundwassers. Beispielsweise Lehmboden mit einem Durchlässigkeitsbeiwert Kf kleiner gleich 1 × 10−9 und bei Deponien der Klasse 2 oder 3 von einem Meter Mächtigkeit, bei gefährlichen Abfällen von mindestens fünf Metern Mächtigkeit
- Eine mineralische Dichtungsschicht als Kombinationsdichtung ergänzt die Absperrung. Dafür gilt ein Durchlässigkeitsbeiwert Kf von mindestens 5 × 10−10 mit einer Mächtigkeit von 0,50 Meter (bei DK 3 0,75 Meter) und eine Konvektionssperre, die meist eine HDPE-Kunststoffdichtungsbahn mit 2,5 Millimeter Stärke ist.
- Schutzauflage, zum mechanischen Schutz der genannten Kunststoffdichtungsbahn, diese ist mineralisch oder aus Geotextil, mitunter auch eine Kombination von beiden.
- Entwässerungsschicht, diese ist mindestens 30 Zentimeter mächtig und hat einen Durchlässigkeitsbeiwert Kf von 1×10−3 und besteht aus 16/32 Kies mit Sickerwasserrohren.
- Deponiekörper, erst darauf folgt der mehr oder weniger verdichtete Abfall.

Aufbau der Oberflächenabdichtung (von innen nach außen)
- Drainageschicht zur Deponiegasentspannung
- undurchlässige mineralische Abdichtungsschicht (2 × 25 Zentimeter bei DK 2)
- HDPE-Folie (nur bei DK 2 und 3), mindestens 2,5 Millimeter Dicke)
- Entwässerungsschicht oder Dränmatte (zur Ableitung des die Rekultivierungsschicht durchdringenden Niederschlagswassers)
- Rekultivierungsschicht (mindestens ein Meter)

Deponiesickerwasser muss in einer speziellen Behandlungsanlage gereinigt werden, oft in einer biologischen Vorreinigung mit anschließender Aktivkohle oder in einer Umkehrosmoseanlage. Erst danach darf es in den nächsten Vorfluter eingeleitet werden.
Deponiegas entsteht nur bei biologisch abbaubaren Abfällen, nicht bei Inertabfällen. Es muss erfasst und behandelt werden. Die Nutzung von Deponiegas zur Energiegewinnung wird durch das Erneuerbare-Energien-Gesetz gefördert. Falls eine Verwertung nicht möglich ist, muss das Deponiegas in einer Hochtemperaturfackel verbrannt werden. Dies kann der Fall sein, wenn der Methangehalt oder das Gasvolumen zu gering für eine wirtschaftliche Energiegewinnung ist.

## Umweltbelastung und Gefahren

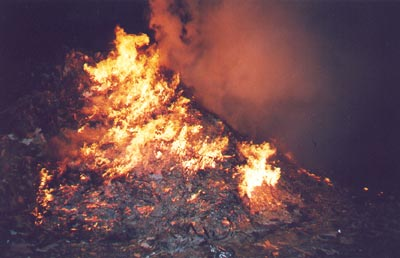
Brand auf einer Mülldeponie

Rauchsäule während Brand der Mülldeponie Stockerau im Mai 2006

### Deponiebrand
Insbesondere Deponien mit nicht verdichteten organischen Materialien können sich selbst entzünden oder durch fremde Einwirkung in Brand geraten. Werden diese Brände nicht schnell entdeckt und gelöscht, können sie tief in den Müllberg eindringen und dort als Schwelbrand über Monate brennen und hochgiftige Abgase produzieren. Bei der Bekämpfung müssen oft Wasserwerfer eingesetzt werden. Tieferliegende Brandnester können nur mit Löschlanzen erreicht werden. Solche Brände sind in Deutschland selten geworden und treten höchstens bei der Zwischenlagerung von Abfällen auf.
Auf Schlackedeponien kann es durch chemische Reaktionen zu Temperaturen bis 50 °C kommen, die möglicherweise die HDPE-Basisabdichtung oder andere Kunststoffbauteile schädigen können.
Nicht nur bei den Deponieabfällen besteht Brandgefahr. Auch bei den auf Deponiegeländen befindlichen Deponiegas-Kraftwerken sind größere Brandeinsätze zu verzeichnen.

### Schadstoffe
Quecksilber, Blei und Cadmium bilden heute aufgrund der Umstellung der Batterieproduktion und der getrennten Entsorgung von Batterien (siehe Batterieverordnung), Leuchtstofflampen und Kompaktleuchtstofflampen nur einen geringen Bestandteil des Abfalles, aber sind in alten Deponien durchaus relevant. Schwermetalle, insbesondere Quecksilber, werden in Müllhalden zu wasserlöslichen Salzen metabolisiert. Damit können hochgiftige (oftmals giftiger als die Schwermetalle selbst) Verbindungen ins Grundwasser gelangen (→ Schwermetalle#Biologische Eigenschaften und Umweltauswirkungen). Hausmüllsickerwasser besitzt nur geringe Konzentrationen an Schwermetallen.
Weitere problematische Stoffe aus Deponien sind Kohlenwasserstoffe aus Altöl, Lackreste, Lösemittel, Teeröl (aus Kokereien und Bahnschwellen) und insbesondere die früher häufig eingesetzten halogenorganische Stoffe und Verbindungen (Löse- und Reinigungsmittel, Halon-Feuerlöscher, PCB und Dichlorphenol aus Weichmachern und Isolieröl). Diese Stoffe gelangen heute nur noch in Spuren auf Deponien; bei alten Deponien sind sie eine schleichende Gefahr, besonders da Deponien in früherer Zeit ohne jegliche Abdichtung angelegt wurden. Zudem wurde die Art des abgelagerten Materials früher meist nicht dokumentiert; Aufzeichnungen, aus denen die genaue Lage einer solchen Altdeponie hervorgeht, wurden oftmals ebenfalls nicht angefertigt oder sind nicht mehr vorhanden. Das Aufspüren, die Untersuchung und ggf. auch die Sanierung solcher Altlasten ist meist mit großem Aufwand verbunden.

### Rutschung
Einige Beispiele von Rutschungen auf Müllhalden:
- Im März 2017 sind durch eine plötzliche Rutschung der seit etwa 40 Jahren verwendeten Müllhalde Koshe (Schmutz) bei der äthiopischen Hauptstadt Addis Abeba zahlreiche Hütten auf dem Müllberg selbst und in der angrenzenden Armensiedlung verschüttet und damit zumindest 30 Personen, die im Müll nach Verwertbarem suchten, getötet worden.[18]
- In der Schweiz sind im Februar 2021 nach lang anhaltenden Niederschlägen Materialien aus einer bis 1976 betriebenen Hauskehrichtdeponie bei einem Hangrutsch zum Vorschein gekommen.[19]
- In Uganda kam es im August 2024 auf einer Müllhalde in Kiteezi, etwa elf Kilometer von Kampalas Stadtzentrum entfernt, nach Starkregen zu einer Rutschung, wobei mehrere anliegende Häuser verschüttet wurden. 35 Tote wurden geborgen.[20][21]

## Konzepte

### Multibarrierenkonzept

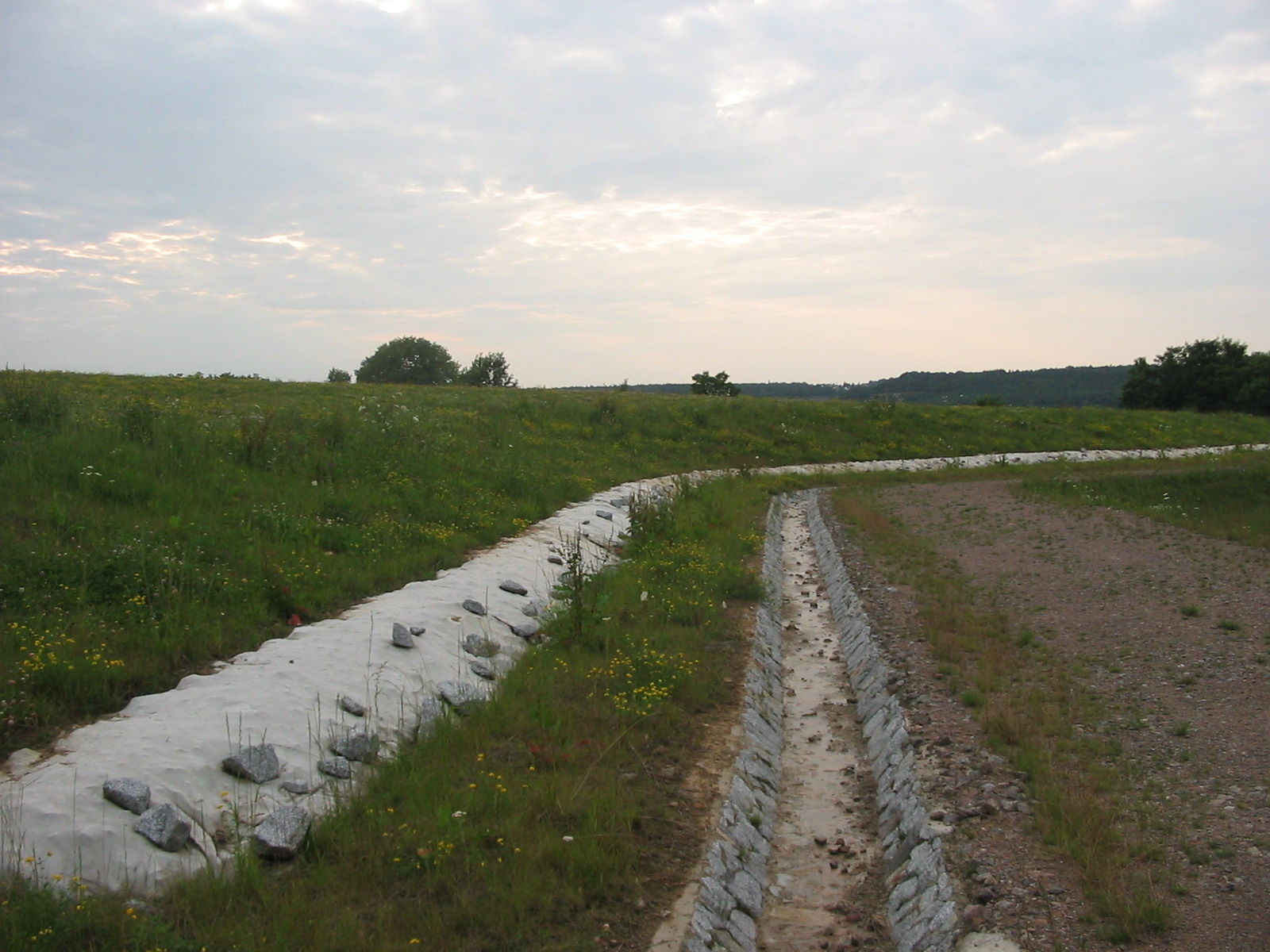
Renaturierte Mülldeponie auf dem Trümmerberg in Dresden

Um die Belastungen für die Umwelt zu minimieren, besitzen moderne Deponien eine „Multibarriere“. Mehrere Barrieren sind unabhängig voneinander redundant vorhanden, um Schäden auch noch dann zu verhindern, wenn eine Barriere versagt. Die Barrieren sind hierarchisch gegliedert.
- Erste Barriere: Innere Sicherheit einer Deponie ist die erste Barriere. Je nach Abfallqualität (Zuordnungswerte) oder Abfallvorbehandlung durch Abtrennung besonders gefährlicher Anteile, chemisch-physikalische Vorbehandlung, Verbrennung, biologische Vorbehandlung (Rottung) besteht eine innere Sicherheit.
- Zweite Barriere: Standortauswahl. Der Standort wird nach einer geeigneten Geologie und Hydrogeologie gewählt, etwa durch Vorhandensein wasserundurchlässiger Schichten. Die zweite Barriere ist die äußere Sicherheit einer Deponie.
- Dritte Barriere: Beschaffenheit des Deponiekörpers. Im Deponiekörper laufen chemische, biologische und physikalische Prozesse ab. Der Deponiekörper muss so aufgebaut werden, dass er stabil ist und keine Gasemissionen nach außen dringen. Es soll kein Wasser eindringen können, damit nicht zu viel Sickerwasser gebildet wird.
- Vierte Barriere: Deponiebasisabdichtung und Sickerwasserbehandlung sollen verhindern, dass verunreinigte Sickerwässer ins Grundwasser eindringen können.
- Fünfte Barriere: Oberflächenabdichtungen sollen das Eindringen von Regenwasser und den unkontrollierten Austritt von Deponiegas verhindern.
- Sechste Barriere: Nachsorge und Reparatur der fertig verfüllten Deponie dienen der Überwachung nach dem Stand der Technik. Eine Deponie reagiert weiter und muss noch 50–100 Jahre überwacht werden. Dazu müssen von Beginn an alle Systeme so aufgebaut sein, dass sie repariert werden können. Beispiel dafür sind die Rohre der Sickerwassererfassung. Messungen zum Wasser- und Gashaushalt müssen in diesem Zeitraum weiterhin durchgeführt werden.

### Mehrkammersystem
Eine Bauweise der Seitenabdichtung einer Deponie ist das Wiener Kammersystem, bei dem die Dichtwände doppelt ausgeführt und in Kammern gegliedert sind. Es stellt ein Mehrbarrierensystem dar, das technisch einfacher ist als hochdichte Kombinationsabdichtungen, und durch Schmalwandausführung kostengünstiger. Zusätzlich lässt sich das Deponiewasser wie auch die Dichtigkeit der Spundwände überwachen. Die Methode ist insbesondere für die Altlastensanierung geeignet.

## Gestaltung

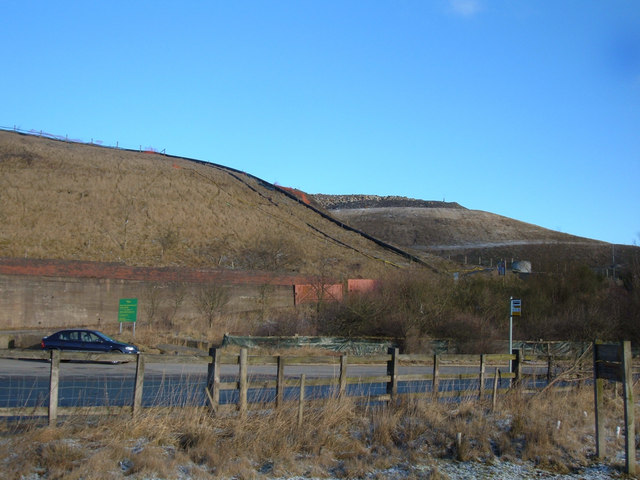
Bereits abgedeckte Müllberge einer Mülldeponie

In Deutschland werden Deponien nach ihrer Schließung in der Regel oberflächlich rekultiviert. Dabei verbleiben aufwändige technische Vorkehrungen zur Abdeckung, Abdichtung, Sammlung von Sickerstoffen und Deponiegas unter der begrünenden Kulturschicht. 2008 wurde vorgeschlagen, Deponien als künstliche Landschaftselemente bewusst zu gestalten und öffentlich zugänglich zu machen.

## Deponiealterung
Im Deponiekörper laufen chemische, physikalische und biologische Prozesse ab. In einer kurzen ersten Phase nach der Ablagerung werden organische Bestandteile des Abfalls aerob durch den noch vorhandenen Luftsauerstoff in Kohlenstoffdioxid und Wasser umgewandelt. Darauf tritt eine saure Gärung ein, dabei sinkt der pH-Wert der Sickerwässer auf 6,1 bis 5,5 ab. Diese Phase dauert mehrere Monate. Durch den niedrigen pH-Wert können Metalle in Lösung gehen, die bei höherem pH-Wert stabil geblieben sind. In dieser Phase ist auch der chemische Sauerstoffbedarf (CSB) und biochemische Sauerstoffbedarf (BSB) des Sickerwassers hoch.
Nach spätestens einem Jahr beginnt die anaerobe Methangärung; diese kann über 20 Jahre anhalten (abhängig vom TOC-Anteil im Abfall und Wassergehalt). Der pH-Wert des Sickerwassers steigt dabei auf 8,0 bis 8,5. Der chemische und der biochemische Sauerstoffbedarf fallen und die Konzentration ausgelaugter Metalle wird geringer.

## Deponien als Rohstoffressourcen
Auf deutschen Siedlungsabfalldeponien lagern etwa 2,5 Milliarden Tonnen Haushalt- und Industrieabfälle sowie Bauschutt. Durch den Rückbau der vorhandenen Halden lassen sich Wertstoffe gewinnen. So wird der Gehalt der 750 Millionen Tonnen an Hausmüll und hausmüllartigem Gewerbeabfall ohne Vorwende-Abfälle (= ehemalige DDR) auf einen Heizwert von 2300 TWh Energie, 26 Millionen Tonnen Eisenschrott, 850.000 Tonnen Kupferschrott und etwa 500.000 Tonnen Aluminiumschrott geschätzt. Aus dem gesamten Deponieinventar lassen sich bei einem erfassten Eisenanteil von 3,4 % Eisenschrott 83 Millionen Tonnen Eisen und 13 Millionen Tonnen Nichteisenmetalle gewinnen. Dem steht ein Jahresverbrauch in Deutschland beispielsweise im Jahre 2003 in Höhe von 610 TWh Strom und 1,3 TWh Erdöl, von 21 Millionen Tonnen Eisenschrott, 1,5 Millionen Tonnen Kupfer und 3 Millionen Tonnen Aluminium gegenüber. Allein aus Hausmülldeponien ließen sich 58 % der Primärenergie, 124 % des Eisenschrottes, 57 % des Kupfers und 22 % des Aluminiums für ein Jahr decken.
Eine Nutzung des Heizwertes ist zu Beginn des 21. Jahrhunderts wirtschaftlich noch nicht sinnvoll. Für andere Inhaltsstoffe wie Phosphate gibt es noch keine Verfahren. Der Rückbau selbst und eine kontrollierte Neudeponierung der fraktionierten und inertisierten Reste ist großtechnisch erprobt, wobei sich die Nachsorgekosten wiederum verringern. Bei regulären Nachsorgekosten zwischen 5 und 25 Euro je Kubikmeter Siedlungsdeponie sinken die Kosten für eine Neudeponie auf 45 %. Bei hohen Rohstoffpreisen und veränderten Verfahren besteht eine Perspektive für kontrollierten Rückbau mit Rohstoffnutzung. Ein weiterer Aspekt besteht in der Wiedergewinnung und aktiven Nachnutzung der Flächen u. a. durch Bepflanzung. Die Reduzierung der Deponievolumina ist auf Dauer wesentlich.
Bei hohen Metallpreisen könnte Urban Mining eines Tages kostendeckend sein.

## Deponie im ökologischen Sinne
Im übertragenen Sinne bezeichnet man auch Naturelemente (Gewässerboden, Boden) oder Lebewesen, in denen eine Anreicherung von Giftstoffen oder Verunreinigungen stattfindet, als Deponie. In der Bioremediation werden die Fähigkeiten von „Deponie-Organismen“ biotechnisch genutzt.